# Waukee Stadium
Waukee Stadium é um estádio localizado em Waukee, Iowa. É a sede dos jogos de futebol, jogos de futebol e competições de atletismo da Waukee High School .
Entre 2004 e 2007, o estádio foi casa do Des Moines Menace, da USL League Two. Tem capacidade para 6.200 pessoas.

## História
Em 2009, o Waukee Stadium foi reformado. O campo natural foi substituída por FieldTurf, a antiga pista preta foi retirada e uma nova roxa foi instalada. Além disso, um prédio foi construído, fechando o lado sul do estádio. Este novo edifício é composto por 3 vestiários, salas de reuniões, uma sala de formação e um estande de concessão de visitantes. Em 2009, o estádio foi usado para o dia de campo da 5ª série. É o quarto maior estádio de ensino médio do estado. O terceiro maior estádio de ensino médio do estado é o Valley Stadium (capacidade para 8.000), atrás do Brady Street Stadium em Davenport (10.000) e do Kingston Stadium em Cedar Rapids (15.000).